# Championnat du monde de roller in line hockey FIRS 2001
L'édition 2001 du championnat du monde de roller in line hockey fut la 7e édition organisée par la Fédération internationale de roller sport, et s'est déroulé à Torrevieja (Espagne) au El Palacio Municipal.

## Équipes engagées
| - Allemagne - Argentine - Australie | - Brésil - Colombie - Espagne | - États-Unis - France - Royaume-Uni | - Italie - Japon - Mexique | - Portugal - République tchèque - Suède - Suisse |

## Bilan
| 1 | États-Unis         | Médaille d'or      |
| 2 | République tchèque | Médaille d'argent  |
| 3 | Suisse             | Médaille de bronze |